# Barssja oregoneńska
Barssja oregoneńska (Balsamia oregonensis (Gilkey) K. Hansen & X.H. Wang) – gatunek grzybów z rodziny piestrzycowatych (Helvellaceae).

## Systematyka i nazewnictwo
Pozycja w klasyfikacji według Index Fungorum: Balsamia, Helvellaceae, Pezizales, Pezizomycetidae, Pezizomycetes, Pezizomycotina, Ascomycota, Fungi.
Po raz pierwszy takson ten opisała w roku 1925 Helen Margaret Gilkey, nadając mu nazwę Barssia orogenensis. Obecną, uznaną przez Index Fungorum nazwę nadali mu w 2019 r. K. Hansen i X.H. Wang.
W pracy M.A. Chmiel ma nazwę barssja oregońska, która jest spolszczeniem nazwy naukowej Barssia oregonensis. Jest niespójna z aktualną nazwą naukową. Gatunki należące do rodzaju Balsamia mają polską nazwę balsamka.

## Morfologia
Grzyb podziemny łatwo rozpoznawalny, nawet w terenie, przez jeden (lub więcej) dużych zagłębień na powierzchni owocnika. Owocnik czerwonawo-żółty, o średnicy 1–2,5 cm, mniej lub bardziej spłaszczony, z zagłębieniem wierzchołkowym tworzącym nieregularną jamę. Powierzchnia szorstka do brodawkowatej. Perydium składa się głównie z grubych strzępek, które czasami łączą się blisko powierzchni, tworząc nieregularny miąższ rzekomy, a napęczniałe końcówki strzępek czasami wystają z powierzchni, jak u Hydnotryopsis. Gleba z pustymi, niepołączonymi komorami i kanałami o ścianach pokrytych hymenium, uchodzącymi do zagłębienia owocnika. Hymenium składa się z regularnie ułożonych worków i parafiz. Worek przeważnie cylindryczny, czasem maczugowaty, 20–30 × 170 µm. Parafizy bardzo smukłe, nie nabrzmiałe na końcach, wystające 40–50 µm poza końce worków. Zarodniki gładkie, szkliste, elipsoidalne, 15 × 26 µm. Dojrzałe zarodniki są różowawe i można je zobaczyć przez lupę.
Występuje na głębokości około 28 cm pod powierzchnią ziemi. Jest grzybem jadalnym. Najczęściej występuje pod daglezją. Występuje również w Polsce, ale jest rzadki. Znajduje się na Czerwonej liście roślin i grzybów Polski. Ma status V – gatunek narażony, który zapewne w najbliższej przyszłości przesunie się do gatunków wymierających, jeśli nadal będą działać czynniki zagrożenia.